# محمد بن عبد الرحمن بن أبي ليلى
أبو عبد الرحمن محمد بن عبد الرحمن بن أبي ليلى الأنصاري (76 هـ - 148 هـ) تابعي ومفتي وفقيه وقاضي كوفي، وأحد رواة الحديث النبوي.

## سيرته
ولد أبو عبد الرحمن محمد بن عبد الرحمن بن أبي ليلى يسار بن بلال بن بُليل بن أحيحة بن الجلاح بن الحريش بن جحجبا بن كُلفة بن عوف بن عمرو الأوسي الأنصاري سنة 76 هـ في الكوفة ونشأ بها. توفي أبوه وهو صغير في وقعة دير الجماجم سنة 82 هـ، فاعتنى به أخوه عيسى. طلب ابن أبي ليلى العلم من تابعي الكوفة حتى بلغ منزلة عالية في الفقه، فاختير للقضاء في عهد الدولة الأموية، وكان أول من استقضاه على الكوفة يوسف بن عمر الثقفي، وظل من بعدها قاضيًا للكوفة مدة 33 سنة، حتى عهد الدولة العباسية حيث كان قاضيًا على الكوفة وقت ولاية عيسى بن موسى على الكوفة وأعمالها. وقد توفي ابن أبي ليلى بالكوفة في رمضان سنة 148 هـ، له من الكتب كتاب «الفرائض».

## روايته للحديث النبوي
- روى عن: أخيه عيسى بن عبد الرحمن بن أبي ليلى وعامر الشعبي ونافع مولى ابن عمر وعطاء بن أبي رباح والقاسم بن عبد الرحمن بن عبد الله بن مسعود والمنهال بن عمرو وعمرو بن مرة وأبي الزبير المكي وعطية بن سعد العوفي والحكم بن عتيبة وحميضة بن الشمردل وإسماعيل بن أمية وثابت بن عبيد والأجلح بن عبد الله الكندي وعبد الله بن عطاء ومحمد بن عبد الرحمن بن سعد بن زرارة الأنصاري وداوود بن علي العباسي وابن أخيه عبد الله بن عيسى[3] وسلمة بن كهيل.[6]
- روى عنه: شعبة بن الحجاج وسفيان بن عيينة وزائدة بن قدامة وسفيان الثوري وقيس بن الربيع والأحوص بن جواب وعلي بن هاشم بن البريد ويحيى بن زكريا بن أبي زائدة وعمرو بن أبي قيس الرازي وعقبة بن خالد السكوني وعبد الله بن داود الخريبي وعلي بن مسهر وعيسى بن يونس ومحمد بن ربيعة وعبيد الله بن موسى وأبو نعيم ووكيع بن الجراح وعيسى بن المختار بن عبد الله بن عيسى بن عبد الرحمن بن أبي ليلى[3] وحصين بن نمير وحميد بن عبد الرحمن الرؤاسي وشريك القاضي وعائذ بن حبيب وابن جريج وعمار بن رزيق وعافية بن يزيد الأودي وأبو حفص عمر بن عبد الرحمن الأبار وابنه عمران بن محمد بن عبد الرحمن بن أبي ليلى.[6]
- الجرح والتعديل: عاب الكثير من أئمة الجرح والتعديل على رواية ابن أبي ليلى للحديث، وإن كانوا قد جوّزوها. فقد قال أحمد بن حنبل عنه: «كان سيئ الحفظ ، مضطرب الحديث، وكان فقهه أحب إلينا من حديثه»، وقال شعبة بن الحجاج: «ما رأيت أحدًا أسوأ حفظًا من ابن أبي ليلى»، وقال أبو زرعة الرازي: «هو صالح، ليس بأقوى ما يكون»، وقال أبو حاتم: «محله الصدق، وكان سيئ الحفظ، شغل بالقضاء، فساء حفظه، لا يُتَهْم، إنما يُنكر عليه كثرة الخطأ، يُكتب حديثه، ولا يُحتج به»، وقال النسائي: «ليس بالقوي»،[6] وقال يحيى بن معين عنه: «ليس بذاك»، وقال الدارقطني: «رديء الحفظ، كثير الوهم»، وقال ابن حبان: «كان ابن أبي ليلى رديء الحفظ، فاحش الخطأ، فكثر في حديثه المناكير، فاستحق الترك، تركه أحمد ويحيى».[3] وكان زائدة بن قدامة لا يروي عنه،[6] كما كان يحيى بن سعيد القطان يُضعّف حديثه.[3] وقد روى له النسائي وابن ماجه وأبو داود والترمذي في سننهم.[6]

## تلاوة القرآن
حفظ ابن أبي ليلى القرآن وأتقن حفظه، وعرض حفظه على أخيه عيسى والشعبي والمنهال، كما قرأ عليه حمزة الزيات القرآن عرضًا. وقد أثنى حفص بن غياث على قرائته فقال: «من جلالة ابن أبي ليلى، أنه قرأ القرآن على عشرة شيوخ»، كما قال العجلي عنه: «كان فقيهًا صاحب سُنّة، صدوقًا، جائز الحديث. وكان قارئًا للقرآن، عالمًا به». كما قال تلميذه حمزة الزيات: «إنا تعلمنا جودة القراءة عند ابن أبي ليلى. وكان من أحسب الناس، ومن أنقط الناس للمصحف، وأخطه بقلم. وكان جميلاً نبيلاً».

## فقهه
ورغم سوء حفظ ابن أبي ليلى، إلا أنه كان علمًا من أعلام الفقه في زمانه، فقد قال عنه زائدة بن قدامة: «كان أفقه أهل الدنيا»، وقال منصور بن المعتمر حين سُئل عن أفقه أهل الكوفة، فقال: «قاضيها ابن أبي ليلى»، وقال سفيان الثوري: «فقهاؤنا ابن أبي ليلى وابن شبرمة»، وقال القاضي أبا يوسف: «ما ولي القضاء أحد أفقه في دين الله، ولا أقرأ لكتاب الله، ولا أقول حقًا بالله، ولا أعف عن الأموال من ابن أبي ليلى». عاصر محمد بن عبد الرحمن بن أبي ليلى أبا حنيفة، وسبقه في الإفتاء بالرأي، وكان بينهما نقد وتخطئة في أحكامهما في المسائل الفقهية، وقد اهتم معاصروهما بجمع تلك المسائل للانتفاع والمقارنة بين آرائهما كأبي يوسف القاضي الذي جمع كتابًا بعنوان «اختلاف أبي حنيفة وابن أبي ليلى»، وقد نقل الشافعي هذا الكتاب في كتابه «الأم»، وعلّق برأيه الخاص على كل من مسائله. أما عن منهجه الفقهي، فقد اعتمد ابن أبي ليلى كغيره من الفقهاء على ما صحّ عنده من الأحاديث، إلا أنه يُعدّ من فقهاء الرأي لكثرة اجتهاده بالرأي والقياس في المسائل الفقهية.